# USS Percival (DD-298)
Za druga plovila z istim imenom glejte USS Percival.
USS Percival (DD-298) je bil rušilec razreda Clemson v sestavi Vojne mornarice Združenih držav Amerike.
Rušilec je bil poimenovan po pomorskem častniku Johnu Percivalu.

## Zgodovina
V skladu s Londonskim sporazumom o pomorski razorožitvi je bil rušilec 18. novembra 1930 izvzet iz aktivne službe in naslednje leto razrezan.